# Anders Sundström
Anders Sundström (ur. 26 lipca 1952 w Hudiksvall) – szwedzki polityk, samorządowiec i menedżer, działacz Szwedzkiej Socjaldemokratycznej Partii Robotniczej, w latach 1994–1998 minister.

## Życiorys
Kształcił się na Uniwersytecie w Umeå, gdzie w pierwszej połowie lat 70. studiował geografię społeczno-ekonomiczną. Działacz Szwedzkiej Socjaldemokratycznej Partii Robotniczej. W latach 1980–1994 działał w samorządzie gminy Piteå. Był ministrem w rządach premierów Ingvara Carlssona oraz Görana Perssona. Kierował w nich resortami zatrudnienia (1994–1996), przemysłu (1996–1998) oraz zdrowia i spraw społecznych (1998). W 1998 oraz w latach 2002–2004 był posłem do Riksdagu. Obejmował kierownicze stanowiska w różnych przedsiębiorstwach, m.in. został prezesem koncernu ubezpieczeniowego Folksam. W latach 2013–2016 był prezesem zarządu Swedbanku.
Partner życiowy polityk Anny Hallberg.